# (79447) 1997 WQ1
(79447) 1997 WQ1 là một tiểu hành tinh nằm ở rìa trong của vành đai chính. Nó được phát hiện qua chương trình tiểu hành tinh Beijing Schmidt CCD ở trạm Xinglong ở tỉnh Hồ Bắc, Trung Quốc ngày 21 tháng 11 năm 1997.